# Reação de Fenton
A reacção de Fenton ou reagente de Fenton é uma solução de peróxido de hidrogénio e um catalisador de ferro que é usada na oxidação de impurezas ou águas residuais. O reagente pode ser usado na destruição de compostos orgânicos como o tricloroetileno (TCE) e o percloroetileno.
Foi desenvolvida na década de 1890 por Henry John Horstman Fenton como reagente analítico.